# خواكيم ميرز
خواكيم ميرز (بالألمانية: Joachim Merz)‏ هو اقتصادي وأستاذ جامعي ألماني، ولد في 26 أكتوبر 1948 في باد هومبورغ (فور در هوهه) في ألمانيا.